# 労働党 (バハマ)
労働党（ろうどうとう、英語: Labour Party）は、かつて存在したバハマの小政党。1962年バハマ総選挙でランドル・フォークスが当選して1議席を得て、1967年バハマ総選挙で再選された。1967年の選挙では連合バハマ党と進歩自由党がそれぞれ18議席を得ており、得票数では連合バハマ党が上であったが、フォークスが進歩自由党を支持したため進歩自由党が与党になった。フォークスは1968年バハマ総選挙で再戦されたが、労働党は1972年バハマ総選挙で立候補者を出さず、姿を消した。
その後、1987年バハマ総選挙で立候補者を出したが112票しか獲得できず落選した。